# Tsūtenkaku

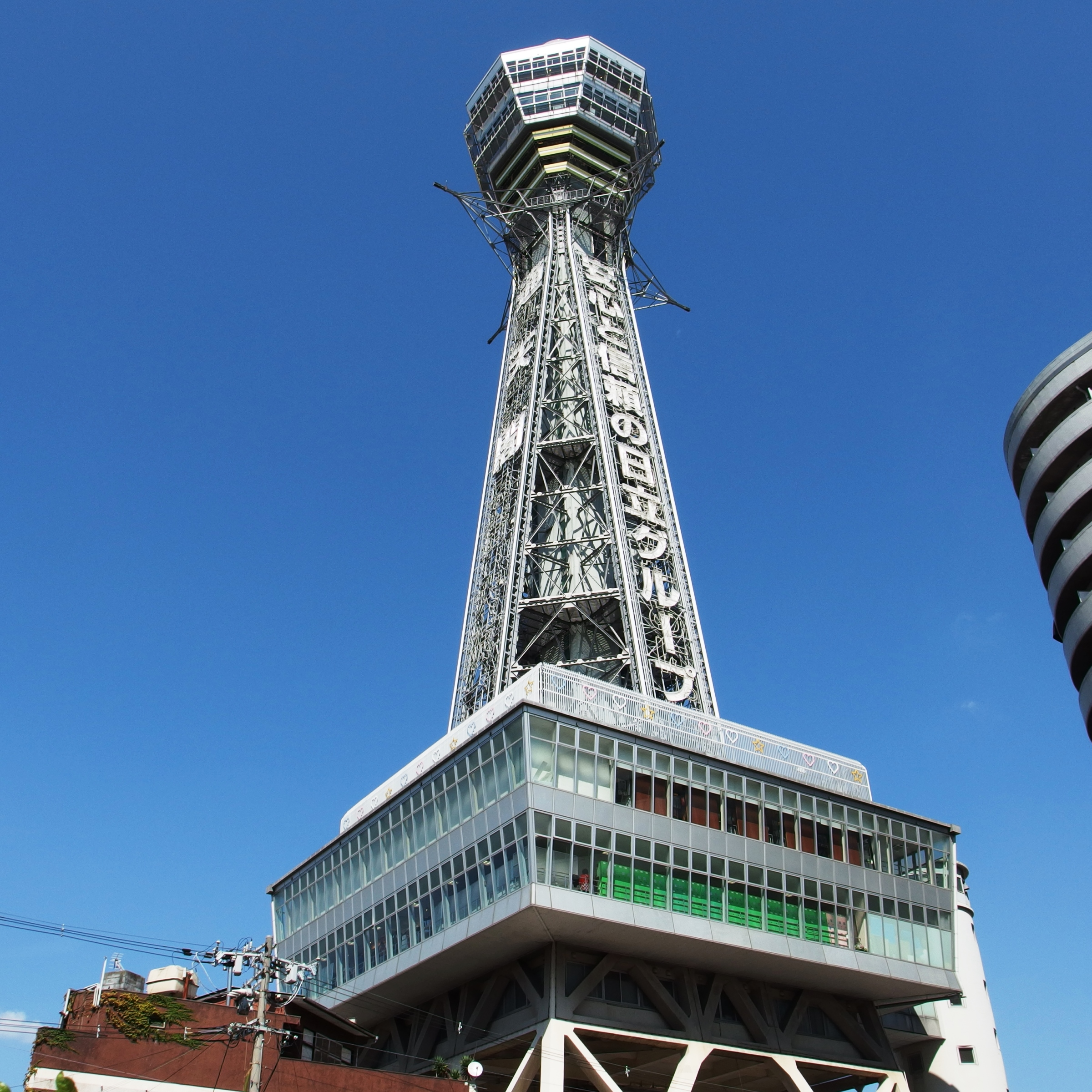
Tsūtenkaku

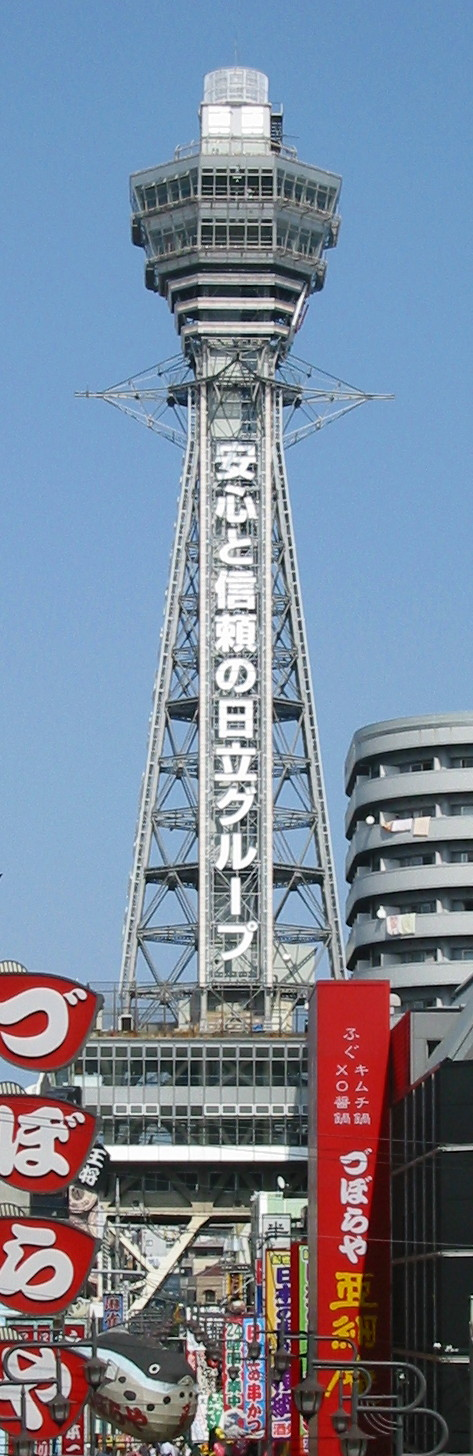
Tsūtenkaku nhìn từ phía nam

Tsūtenkaku (通天閣 (Thông Thiên Các)/ つうてんかく Tsūtenkaku, tháp vươn tới trời), thuộc sở hữu của Tsūtenkaku Kanko Co., Ltd. (通天閣観光株式会社 Tsūtenkaku Kankō Kabushiki-gaisha), là một tòa tháp và là địa danh nổi tiếng tại Thành phố Osaka, Nhật Bản và là nơi dùng để quảng cáo cho Hitachi. Tòa tháp nằm trong quận Shinsekai của Naniwa-ku, Osaka. Tòa tháp có tổng chiều cao là 103 m; đài quan sát nằm ở độ cao 91 m.